# TV Danmark
TV Danmark var en dansk reklamfinansierad TV-kanal som ägdes av SBS Broadcasting. Kanalen sände via det analoga marknätet, men fanns även tillgängligt via satellit. Till skillnad från DR och TV2 var TV Danmark inte en landstäckande station. Det var snarare en sammanslutning av åtta lokala sändare som tidigare sänt egna program.

## Historik
Fram till år 1997 var det olagligt för lokala TV- och radiostationer att "networka" i Danmark, det vill säga att flera lokalstationer sände ut samma program så att de i praktiken var en och samma kanal. Detta förbud hävdes i april 1997, och TV Danmark bildades.
Networking-stationer var dock tvungna att sända lokalt producerade nyhetsprogram minst en timme dagligen. Idag har detta krav minskats till en halvtimme. Dessutom var stationerna tvungna att lämna utrymme till icke-kommersiella gräsrotsstationer tre timmar dagligen. I dag får de icke-kommersiella stationerna sända på förmiddagen. Detta gäller dock inte i Köpenhamn, där dessa stationer har en egen sändare, Kanal København.
TV Danmark marknadsförde sig som "Klassens frække dreng", en motvikt till de mer traditionella kunkurenterna, DR och TV2. Ett av de "frækka" programmen var dokusåpan Big Brother, som började sändas 2001.
År 2000 bytte TV Danmark namn till TV Danmark 2, och en ny satellitkanal vid namn Tv Danmark 1 lanserades. TV Danmark 1 sände från London och löd därför under brittiska reklamlagar och kunde sålunda sända reklam mitt i programmen, något som än i dag är förbjudet i Danmark. 
Den 4 april 2004 (04.04.04) fick Tv Danmark 2 sitt gamla namn åter, medan satellitkanalen bytte namn till Kanal5. Samtidigt upphörde TV Danmark (tidigare TV Danmark 2) att ha avbrott mitt i programmen för att annonsera sina egna program.
TV Danmark slutade sända den 30 april 2006 och ersattes av kvinnokanalen Kanal 4. Den 1 januari 2007 började Kanal 4 att sända från London, som sin systerkanal, Kanal 5. SBS Broadcasting lanserade istället en ny kanal, SBS Net som fick Kanal 4:s frekvenser i marknätet. Kanalen riktade sig främst till män och hade bland annat Sci-fi tema på lördagar. År 2009 upphörde SBS Net att sända samtidigt som SBS Broadcasting lanserade en ny kanal för män, Kanal 6'eren. 6'eren riktar sig också till män, men har ett mer bestämt utbud med olika teman varje kväll. På Tv Danmarks ursprungliga frekvenser finns idag Kanal 6'ern, men Gladsaksesändaren använder fortfarande SBS Net-logotypen under regionalsändningarna.